# لئوناردو دی کازمو
لئوناردو دی کازمو (انگلیسی: Leonardo Di Cosmo؛ زادهٔ ۳۱ اکتبر ۱۹۹۸) بازیکن فوتبال است.